# Ikarus 489 Polaris
Az Ikarus 489 Polaris az Ikarus Karosszéria- és Járműgyár Egyedi Gyáregységének egyik alvázas autóbusztípusa.

## Története
Az Ikarus mátyásföldi gyára által megtervezett autóbusztípusok egyik utolsó fejlesztéseként jött létre. A jármű, nevében egyszerre viseli a 400-as típuscsalád emlékét és a jövőbe mutató, modern típusnevek előszelét, amely az Ikarus 2003-as megszűnése miatt már soha nem érkezett meg Mátyásföldre. A típus első példányát a 2000-es frankfurti Autószalonon mutatták be.
A Polaris azonban már nem sok elemében, sem műszakilag, sem megjelenésében nemigazán tükrözte a 400-as típuscsalád többi tagját, még legközelebbi rokonát az Ikarus 412-est sem. Közvetlen elődjétől, az Ikarus 481-től eltérően már a DAF legújabb, már kifejezetten alacsony padlós járművekhez tervezett, SB 220 ULF típusú alvázát kapta, így a mérnököknek nem kellett trükköznie az alacsony padló kialakításával. Azonban megrendelői kérésre megtartották a 481-es alacsony belépésű konstrukcióját. Emellett a 489-es már a kor elvárásainak megfelelően 2550 mm-es szélességgel készült. A jármű főtervezője Légrádi László volt, míg a teljesen egyedi és időtálló formaterv Fodor Lóránt keze munkáját dicséri.
A Polaris, a 400-as típuscsalád többi tagjánál sokkal letisztultabb, kiforrottabb és kidolgozottabb jármű volt, amely megfelelt a kor elvárásainak és fel tudta volna venni a versenyt a többi nyugati gyártó hasonló kategóriájú járműveivel. Azonban az Ikarus rossz anyagi helyzete, illetve az Irisbus politikája a magyar céggel szemben végül nem tette lehetővé az Ikarus 489-es nagy sorozatban való gyártását, így a típusból csak 11 db készülhetett.
Az Egyesült Királyságban 2017-re mind a 11 járművet selejtezték, azonban a Közlekedési Múzeum megvásárolta az egyik példányt és felújításra, megőrzésre hazaszállíttatta azt.